# Йоганн Вана
Йоганн Вана (нім. Johann Wana; 6 грудня 1908 — 4 листопада 1950) — австрійський футболіст, який грав на позиції захисника або півзахисника.

## Життєпис
В австрійській лізі грав за віденську «Герту» та «Рапід». У чемпіонаті Чехословаччини грав за «Вікторію» (Пльзень) і ДСВ Сааз.

## Статистика
| Рік                            | Матчі | Голи | Клуб                 |
| ------------------------------ | ----- | ---- | -------------------- |
| Перша ліга 1928-29             | 11    | 4    | «Герта» (Відень)     |
| Перша ліга 1929-30             | 15    | 1    | «Герта» (Відень)     |
| Перша ліга 1930-31             | 14    | 0    | «Рапід» (Відень)     |
| Перша ліга 1934/35             | –     | 0    | «Вікторія» (Пльзень) |
| Перша ліга 1935/36             | 25    | 0    | ДСВ Саз              |
|                                |       |      |                      |
| РАЗОМ Чемпіонат Чехословаччини | –     | 0    |                      |
| РАЗОМ 1 ліга ЛІГА              | 40    | 5    |                      |

## Титули і досягнення
- Володар Кубка Мітропи (1):

«Рапід» (Відень): 1930